# Ohio (Illinois)
Pour les articles homonymes, voir Ohio (homonymie).
Ohio est un village du comté de Bureau dans l'Illinois, aux États-Unis,. Il est incorporé le 9 mars 1877. Un bureau postal y est en service depuis 1854. La ville est baptisée en référence à l'État de l'Ohio.

## Démographie
Lors du recensement de 2010, le village comptait une population de 513 habitants. Elle est estimée, en 2016, à 491 habitants.